# Hemiceras oleaginea
Hemiceras oleaginea är en fjärilsart som beskrevs av Paul Dognin 1908. Hemiceras oleaginea ingår i släktet Hemiceras och familjen tandspinnare. Inga underarter finns listade i Catalogue of Life.